# Коноваленко, Стефан Селивёрстович
Сте́фан Селивёрстович Конова́ленко (10 апреля 1920, с. Эльбус, Ростовский округ, Донская область, РСФСР — 23 декабря 2016, Самара, Россия) — советский и российский учёный-геолог, палеогеоморфолог, доктор геолого-минералогических наук (2000), профессор (2001). Ветеран Великой Отечественной войны. Научный консультант лаборатории литолого-стратиграфических исследований Волжского отделения Института геологии и разработки горючих ископаемых.

## Биография
Родился 10 апреля 1920 года в селе Эльбус Донской области. В 1938 году поступил на географический факультет Ленинградского государственного университета. В 1940 году (в начале третьего курса) по линии комсомола отправился в Ёнскую геологоразведочную экспедицию, которая создавала металлургическую базу севера на Кольском полуострове. По возвращении в Ленинград в январе 1941 года сдал зимнюю сессию, а в июне — летнюю, после чего ушёл на фронт добровольцем.
Воевал в 1-й Ленинградской добровольческой дивизии. За храбрость и мужество был награждён орденом Отечественной войны I степени и медалью «За оборону Ленинграда».
После ранения и продолжительного лечения, в 1942 году попал в Новосибирск, где трудился до 1957 года на предприятиях золотодобывающей промышленности в должности геолога. В 1949 году за 42 дня сдал 14 экзаменов (без единой тройки) и 2 зачёта и экстерном окончил Ленинградский государственный университет по специальности «геоморфология».
Продолжая практическую деятельность по поискам и разведке месторождений золота на Южном Урале, в 1965 году защитил диссертацию на соискание учёной степени кандидата геолого-минералогических наук по теме «Происхождение и классификация россыпей района верховьев рек Уя, Миасса и Урала». За годы работы на Южном Урале и Кузнецком Алатау Стефан Коноваленко открыл ряд новых, и вернул к жизни многие россыпные месторождения золота, считавшиеся уже отработанными, на многих из которых добыча ведётся по сей день. За развитие цветной металлургии СССР Коноваленко был награждён медалью «За трудовую доблесть».
В 1965 году стал работать начальником Куйбышевской геологоразведочной экспедиции, а с 1969 года начал трудовую деятельность в Волжском отделении Института геологии и разработки горючих ископаемых, где прошёл путь от старшего научного сотрудника до заведующего лабораторией литолого-стратиграфических исследований.
В 1990 году, узнав, что в Куйбышевском государственном педагогическом институте им. В. В. Куйбышева началась подготовка студентов по географической специальности, побеседовав с деканом биолого-химического факультета Ю. В. Симоновым, приступил к работе в должности доцента: читал лекции по геоморфологии, геологии, физической географии, природопользованию.
Многолетняя научно-исследовательская работа получила своё логичное продолжение в виде блестящей докторской диссертации «Палеоморфология юго-востока Русской плиты (Оренбургская область) от рифея до турне в связи с поисками нефти и газа». Параллельно с исследованиями Коноваленко преподавал в Самарском государственном педагогическом университете, где читал лекции, вел семинары и полевую практику, без устали и с большим интересом помогая студентам познавать геологические и географические науки.
В 2000 году защитил диссертацию на соискание учёной степени доктора геолого-минералогических наук по теме «Палеогеоморфология юго-востока Русской плиты (Оренбургская область) от рифея до турне в связи с поисками нефти и газа», а в 2001 году ему было присвоено учёное звание профессора. Работе в Самарском государственном педагогическом университете он посвятил 18 лет — с 1990 года по 2008 год.

## Научные труды
Автор более 150 научных работ, среди которых 5 монографий, 10 карт, более 120 научных отчётов.
Один из основоположников изучения неоген-четвертичных отложений, неотектоники и выяснения механизма образования палеорельефа Волго-Уральского региона. Палеогеоморфолог, изучивший историю развития рельефов от рифея до турне и преобразования рифейско-вендского пенеплена южной части Волжско-Камской антеклизы, а также выделившей ярусы экзогенных рельефов в осадочном чехле Русской плиты в Оренбургской области. Определил перспективные территории и площади для поиска нефти в ловушках, образованных погребённым рельефом в Волго-Уральском регионе.
Им была разработана уникальная методика палеоморфологических исследований для нефтепоисковых целей, позволяющая находить новые местонахождения залежи нефти и газа в «старых» районах, где нефтегазодобыча уже сокращается. Методика нашла применение при выполнении разведочных работ в Самарской, Оренбургской областях и в Волго-Уральской нефтегазоносной провинции в целом.